# Gare d'El Jadida
La gare d'El Jadida est située à la sortie de la ville d'El Jadida, elle est reliée à Casablanca par une ligne doublée et électrifiée de 6h00 à 22h00 (un train toutes les 2 heures soit 8 AR par jour).